# Nacionalismo taiwanês
Nacionalismo taiwanês (chinês tradicional: 臺灣民族主義, chinês simplificado: 台湾民族主义, pinyin: Táiwān Mínzú Zhǔyì, Pe̍h-ōe-jī: Tâi-oân bîn-cho̍k-chú-gī) é um movimento político nacionalista para unir os residentes de Taiwan como uma nação e eliminar a atual divisão política e social do povo de Taiwan sobre questões como a identidade nacional, a “Reunificação Chinesa” contra “Independência”, o estatuto de Taiwan e sua disputa política com a China. 
O nacionalismo taiwanês está intimamente ligado à independência de Taiwan, mas distinguem-se a partir do momento em que o movimento de independência busca, eventualmente, estabelecer um Estado independente sob o nome de “República de Taiwan” no lugar de República da China e obter o reconhecimento internacional como Estado soberano nas Nações Unidas, enquanto o movimento nacionalista busca apenas estabelecer e reforçar a independência da identidade taiwanesa, que distingue o povo de Taiwan do nacionalismo chinês, sem necessariamente defender a mudança do nome oficial do Estado de “República da China” para “República de Taiwan”.